# Norops vittigerus
Norops vittigerus är en ödleart som beskrevs av  Cope 1862. Norops vittigerus ingår i släktet Norops och familjen Polychrotidae. Inga underarter finns listade i Catalogue of Life.